# Conistra obscurior
Conistra obscurior är en fjärilsart som beskrevs av Embrik Strand 1921. Conistra obscurior ingår i släktet Conistra och familjen nattflyn. Inga underarter finns listade i Catalogue of Life.